# ثروتمند (فیلم ۱۹۸۱)
ثروتمند (به هندی: Dhanwan) فیلمی محصول سال ۱۹۸۱ و به کارگردانی سورندرا موهان است. در این فیلم بازیگرانی همچون راجش خانا، رینا روی، راکیش روشن، شاکتی کاپور، آریونا ایرانی و اوم پراکاش ایفای نقش کرده‌اند.